# Dell OptiPlex

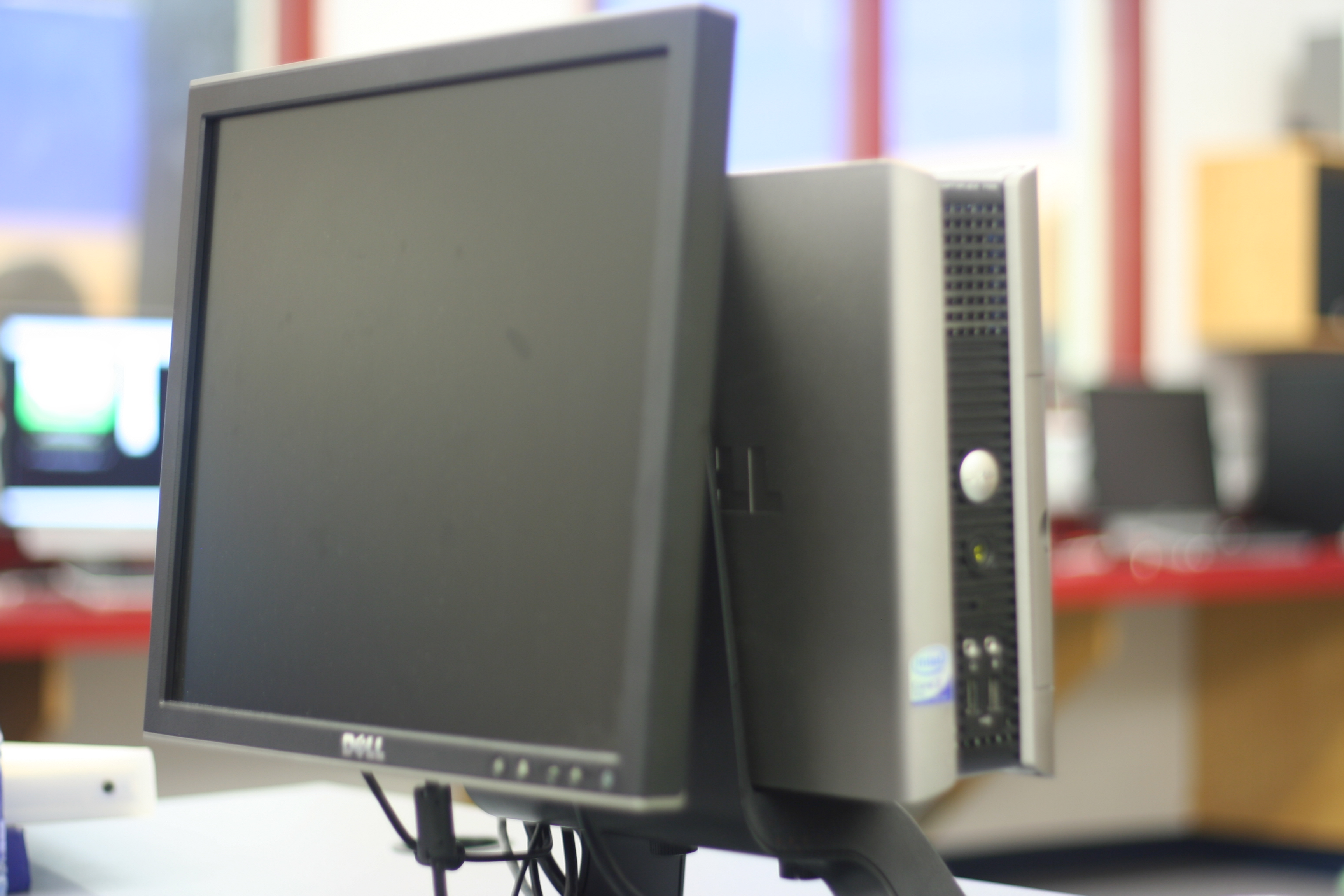
戴尔OptiPlex755(超小型台式机)，安装在一个显示器后面

Dell OptiPlex是戴爾为了抢占企业、政府和教育的市场而推出的系列產品，為一桌上型電腦产品线。尽管有运行奔腾处理器或AMD处理器的款式，该系列设备通常基于英特尔的酷睿系列CPU制造，并附带千兆网络和数据保护软件等商用功能的一半作为该系列机型的标配随机出售。

## 电容问题
一些于2003年到2004年内生产的旧款的OptiPlex机器，由于主板使用了来自Nichicon的电容，导致出现了电容灾难。 这些电容在正常使用一段时间后会损坏，从而导致机器无法继续使用。但是根据一些泄露的内部文件显示，戴尔公司一直知晓这些电容有极大的可能损坏，但该公司依然继续使用这些电容制造机器。

## 名词来源
OptiPlex是将Opti（意为最佳的）和Plex（意为部件）组合成的单词。